# Pădurea (serial)
Pădurea este o miniserie polițistă franceză din șase episoade de 52 de minute, creată de Delinda Jacobs, în regia lui Julius Berg și difuzată în Belgia în perioada 30 mai - 14 iunie 2017 pe canalul La Une, apoi în Franța, din 21 noiembrie 2017 pe France 3.

## Sinopsis
Când Jennifer, o elevă de liceu, dispare în pădurea din jurul satului liniștit Montfaucon, Océane și Maya, cele mai bune două prietene ale ei, la început par convinse că se va întoarce. Dar repede, elementele descoperite sugerează că s-a întâmplat ceva grav. Evident, Océane și Maya nu au spus totul despre dispariția prietenei lor. Ce știu ele dar nu îndrăznesc să le spună anchetatorilor? Dar despre indiciile criptate găsite în timpul investigațiilor? Ce ascunde pădurea? Pentru locotenentul Musso și căpitanul Decker, jocul pistelor abia a început ...

## Distribuție
- Suzanne Clément - Virginie Musso, locotenent la jandarmerie
- Samuel Labarthe - căpitanul Gaspard Decker, superiorul lui Virginie Musso
- Alexia Barlier - Ève Mendel
- Frédéric Diefenthal - Vincent Musso, soțul lui Virginie
- Martha Canga Antonio - Maya Musso, fiica lor
- Inès Bally - Océane Rouget
- Patrick Ridremont - Thierry Rouget, tatăl lui Océane
- Nicolas Marié - Gilles Lopez
- François Neycken - Julien
- Gilles Vandeweerd - Philippe
- Mélusine Loveniers - Lola Decker, fiica căpitanului Decker
- Christian Crahay - Abraham Mendel, tatăl adoptiv al lui Ève
- Isis Guillaume - Jennifer Lenoir
- Gaëtan Lejeune - Manoa
- Maxime Rennaux - Tristan Musso
- Jade Boulanger - Ève Mendel, copil
- Damien Marchal - poștaș
- Adonis Danieletto - ziarist
- Laetitia Reva - doamna Lenoir
- Anne-Pascale Clairembourg - Audrey Rinkert, mama lui Max
- Serge Larivière - legistul
- Théo Rasquin - Louis Rinkert
- Papy Henri - tipul de la gater

## Filmări
Filmările seriei au avut loc în perioada 25 iulie - 17 octombrie 2016 în nordul Franței și în Belgia, în special în regiunea Bruxelles. La fel ca în alte seriale filmate în același timp (La Trêve, Ennemi public), pădurea ocupă un loc important. Patrick Ridremont, interpret al personajului lui Thierry Rouget, îl explică prin „dorința de a schimba mediul”. El adaugă: „Până acum, seriile de detectivi erau toate urbane. Și apoi este bine că apare o pădure în imagine."

## Legături externe
- La Forêt la Internet Movie Database